# Список умерших в 1101 году

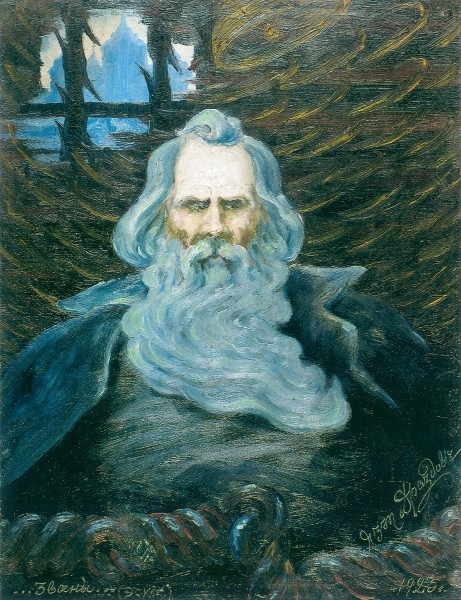
Всеслав Брячиславич

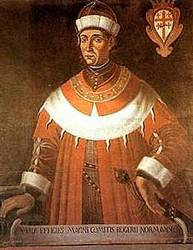
Рожер I Сицилийский

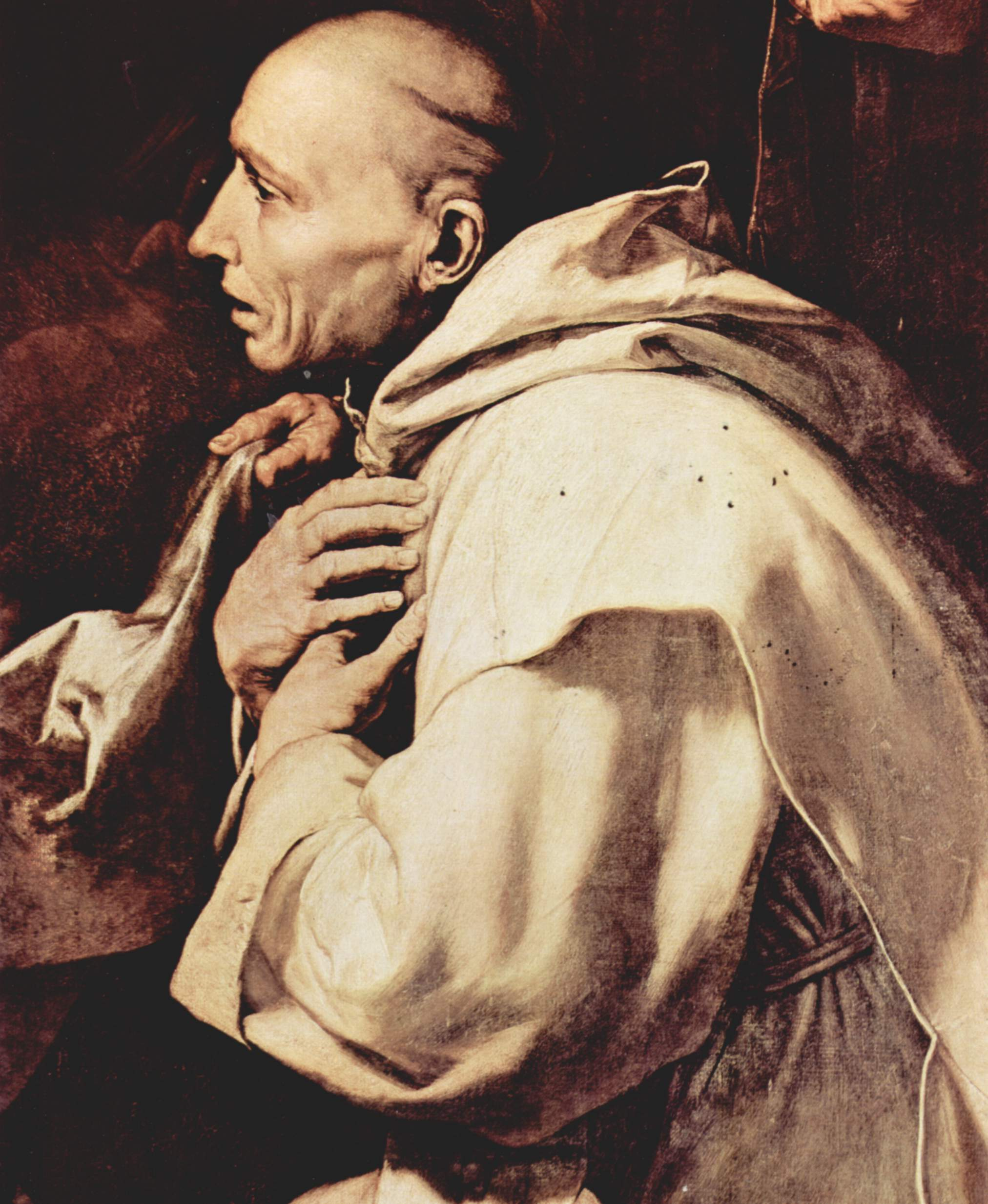
Бруно Кёльнский

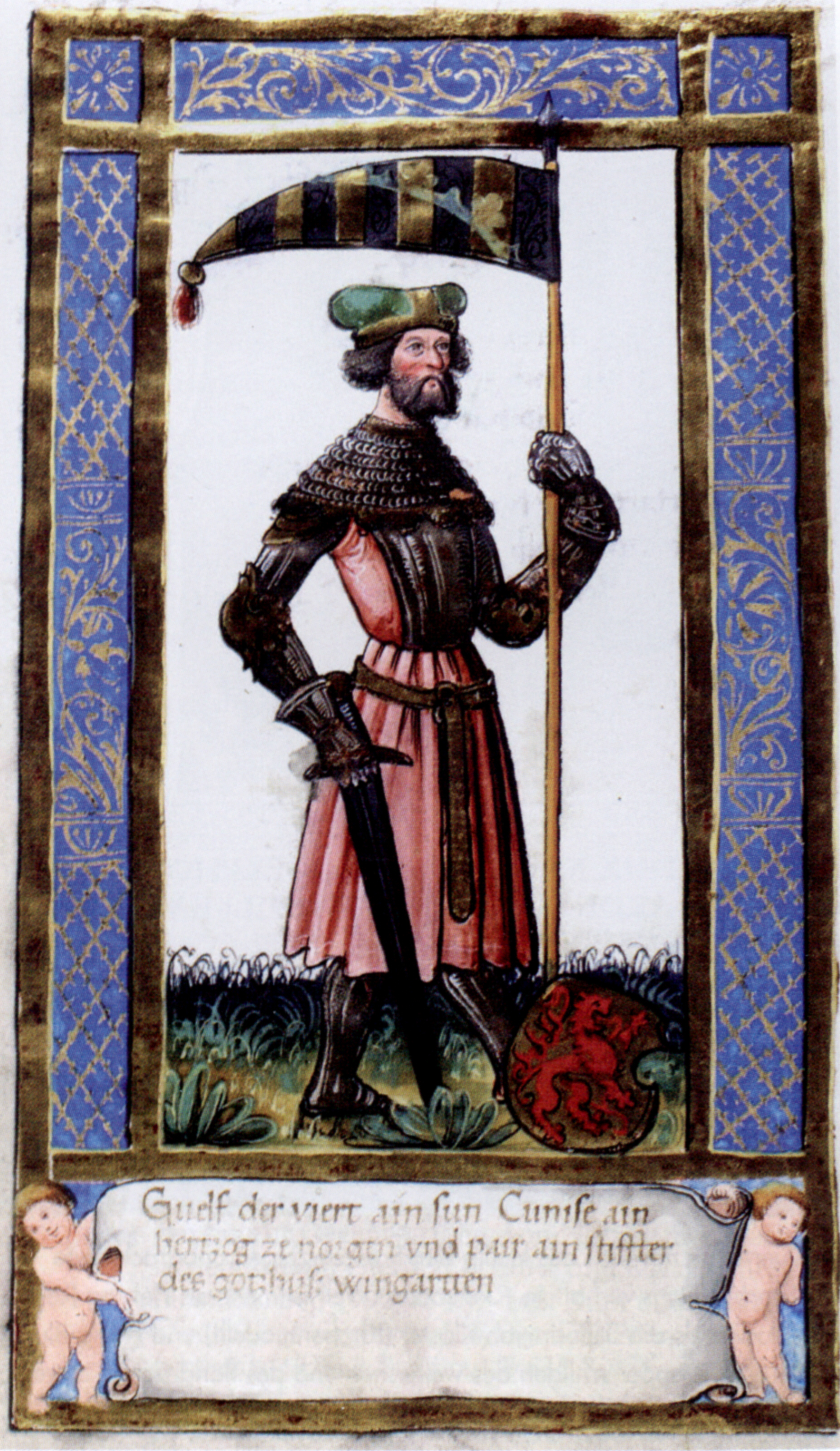
Вельф IV

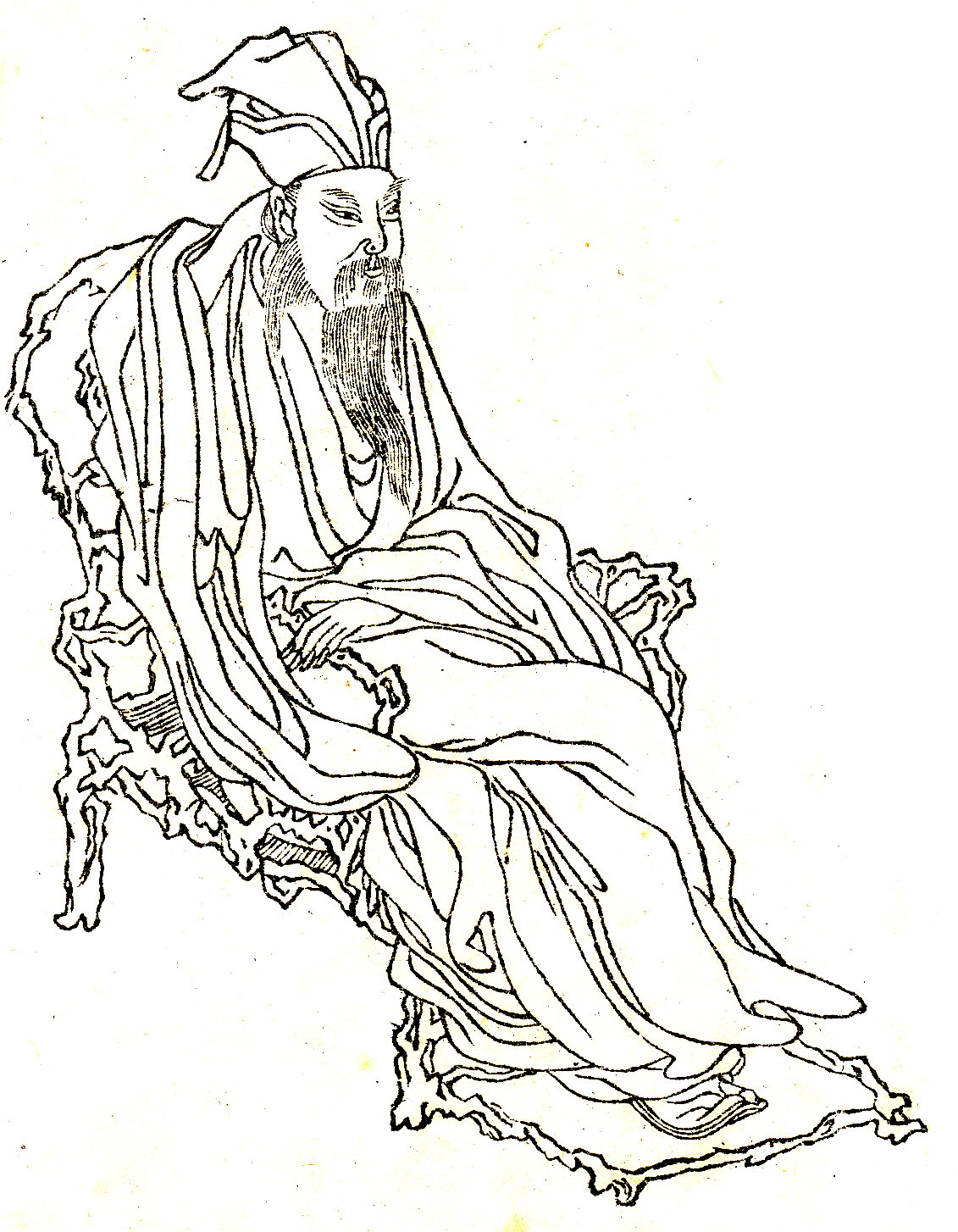
Су Ши

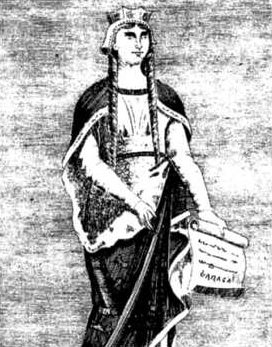
Уррака (королева Саморы)

В этой статье представлен список известных людей, умерших в 1101 году.
См. также: Категория:Умершие в 1101 году

## Январь
- 31 января — Ефрем Малый — грузинский философ, писатель, переводчик, церковный деятель.

## Февраль
- 12 февраля — Дао-цзун (68) — император киданей (1055—1101), убит

## Март
- 1 марта — Мартин I[англ.] — епископ Овьедо (1094—1101)
- 14 марта — Фудзивара но Морозане[англ.] — регент Японии сэссё (1086—1090), имперский советник кампаку (1090—1094) и глава рода Фудзивара
- 31 марта — Де Шатильон, Одо — католический церковный деятель, Кардинал-епископ Остии (1088—1101)

## Апрель
- 14 апреля — Всеслав Брячиславич — князь полоцкий (1044—1068, 1071—1101), великий князь киевский (1068—1069)

## Май
- 16 мая — Лиемар[нем.] — Архиепископ Бремена и Гамбурга (1072—1101)

## Июнь
- 22 июня — Рожер I — первый великий граф Сицилии (1072—1101), заложивший основы будущего Сицилийского королевства.

## Июль
- 27 июля
  - Гуго д'Авранш — первый граф Честер (1071—1101)
  - Конрад — герцог Нижней Лотарингии (1076—1087), король Германии (1087—1098), король Италии (1093—1098)

## Август
- 24 августа — Су Ши (64) — китайский поэт, эссеист, художник, каллиграф и государственный деятель эпохи династии Сун.
- 27 августа — Гильом де Монфор — епископ Парижский (1095—1101), участник первого крестового похода. Погиб в Палестине.

## Сентябрь
- 3 сентября — Эгильберт фон Ортенбург[нем.] — архиепископ Трира (1079—1101)
- 30 сентября — Ансельм IV — архиепископ Медиоланский (Миланский) (1097—1101), организатор и участник арьергардного крестового похода 1101 года, умер от ран, полученных в сражении под Мерзифоном
- Ида Австрийская — маркграфиня-консорт Австрии (1075—1095), жена Леопольда II Красивого, пропала без вести во время Арьергардного крестового похода

## Октябрь
- 6 октября — Бруно Кёльнский — святой римско-католической церкви, монах, богослов, основатель ордена картезианцев

## Ноябрь
- 9 ноября — Вельф IV — герцог Баварии (1070—1077, 1096—1101) Умер во время арьергардного крестового похода
- 15 ноября — Эльвира[англ.] — правительница Торо

## Декабрь
- 10 декабря — Аль-Мустали (25) — халиф государства Фатимидов (1094—1101)

## Дата неизвестна или требует уточнения
- Гвалтерио — Кардинал-епископ Альбано (1091 —1101)
- Генрих Нортхейм Толстый — граф в Айхсфельде и Риттгау с 1083 года, маркграф Фризии с 1099 года. Утонул в море
- Гуго I де Клермон — сеньор Клермона-ан-Бовези и Муши.
- Константин Бодин — царь Болгарии (1072) (под именем Пётр III), король Дукли (1081—1101)
- Ламберт III — епископ Кракова (1082—1101).
- Махмуд ал-Кашгари — выдающийся тюркский филолог и лексикограф
- Никон Сухой[укр.] — монах Киево-Печерской лавры, православный святой
- Рено I де Краон — сеньор де Краон, основатель дома де Краон.
- Роберт Фиц-Болдуин — англо-нормандский аристократ, сеньор де Ле-Сап и де Мёле (в Нормандии) (с 1086/1090).
- Симон II де Монфор — сеньор де Монфор-л'Амори (1092—1101)
- Су Сун — китайский энциклопедический учёный
- Уррака — королева Саморы
- Генрих де Феррьер — нормандский рыцарь, участник нормандского завоевания Англии, основатель английского дворянского рода Феррерс, впоследствии — графов Дерби.
- Чор Соо Конг — китайский буддийский монах, которому посвящён Змеиный храм в Пинанге
- Ый Чхон — корейский учёный, принц из династии Ван и буддийский монах.